# Kościół Chrystusa w Bryn-y-Maen
Kościół Chrystusa (ang. Christ Church), znany też jako Katedra Wzgórz (ang. The Cathedral of The Hills) – anglikańska świątynia znajdująca się w walijskiej wsi Bryn-y-Maen (na południe od Colwyn Bay).
Należy do Obszaru Misyjnego Aled.

## Historia
Kamień węgielny pod budowę kościoła wmurowała w 1897 Eleanor Frost. Kościół zaprojektował zespół architektów Douglas&Fordham wraz z budowniczym Thomasem Jonesem z Caernarfon. Eleanor Frost wzniosła w pobliżu świątyni również plebanię i własny dom. Kościół konsekrowano w sierpniu 1899.

## Architektura i wyposażenie
Kościół wzniesiono z wapienia z Helsby. Reprezentuje neogotyk nawiązujący do tzw. Perpendicular Style. Dach wyłożony jest zielonkawym łupkiem. Strop prezbiterium, stalle i ławki w nawie wykonano z drewna z gdańskich dębów. Organy wzniosło przedsiębiorstwo Conacher and Co. z Huddersfieldu. Wnętrze zdobi również piaskowcowa chrzcielnica udekorowana płaskorzeźbami.